# Saint-Martin-le-Nœud
Saint-Martin-le-Nœud – miejscowość i gmina we Francji, w regionie Hauts-de-France, w departamencie Oise.
Według danych na rok 1990 gminę zamieszkiwało 1006 osób, a gęstość zaludnienia wynosiła 184 osoby/km² (wśród 2293 gmin Pikardii Saint-Martin-le-Nœud plasuje się na 293. miejscu pod względem liczby ludności, natomiast pod względem powierzchni na miejscu 830.).